# Sei Nazioni femminile 2024
Il Sei Nazioni femminile 2024 (in inglese 2024 Women's Six Nations Championship; in francese Tournoi des Six Nations féminin 2024) fu la 23ª edizione del torneo rugbistico che vede annualmente confrontarsi le Nazionali femminili di Francia, Galles, Inghilterra, Irlanda, Italia e Scozia, nonché la 29ª in assoluto considerando anche le edizioni dell'Home Championship e del Cinque Nazioni.
Noto per motivi di sponsorizzazione come 2024 Women's Guinness Six Nations Championship dopo che il birrificio Guinness, nel prolungare l'accordo commerciale già in essere con il torneo maschile, estese il diritto di naming anche a quello femminile, si tenne dal 23 marzo al 27 aprile 2024.
Il torneo servì da qualificazione diretta alla Coppa del Mondo 2025; la migliore classificata tra quelle non automaticamente ammesse (Inghilterra e Francia) si assicurò l'accesso alla competizione mondiale in Inghilterra, oltre che l'ammissione al WXV 1 2024; a seguire, la quarta e la quinta classificata accedettero al WXV 2 2024 in programma in Sudafrica, mentre invece l'ultima classificata fu destinata allo spareggio con la Spagna campione d'Europa per decidere la divisione del WXV 2024 cui venire assegnata.
Come nell'edizione precedente, a dominare fu l'Inghilterra, al suo ventesimo titolo assoluto e sesto consecutivo, nonché al suo diciottesimo Grande Slam: unica sfidante di rilievo la Francia, affrontata all'ultima giornata e battuta in quella che fu essenzialmente una gara-spareggio, presentandosi entrambe le compagini con quattro vittorie su quattro incontri fino ad allora disputati.

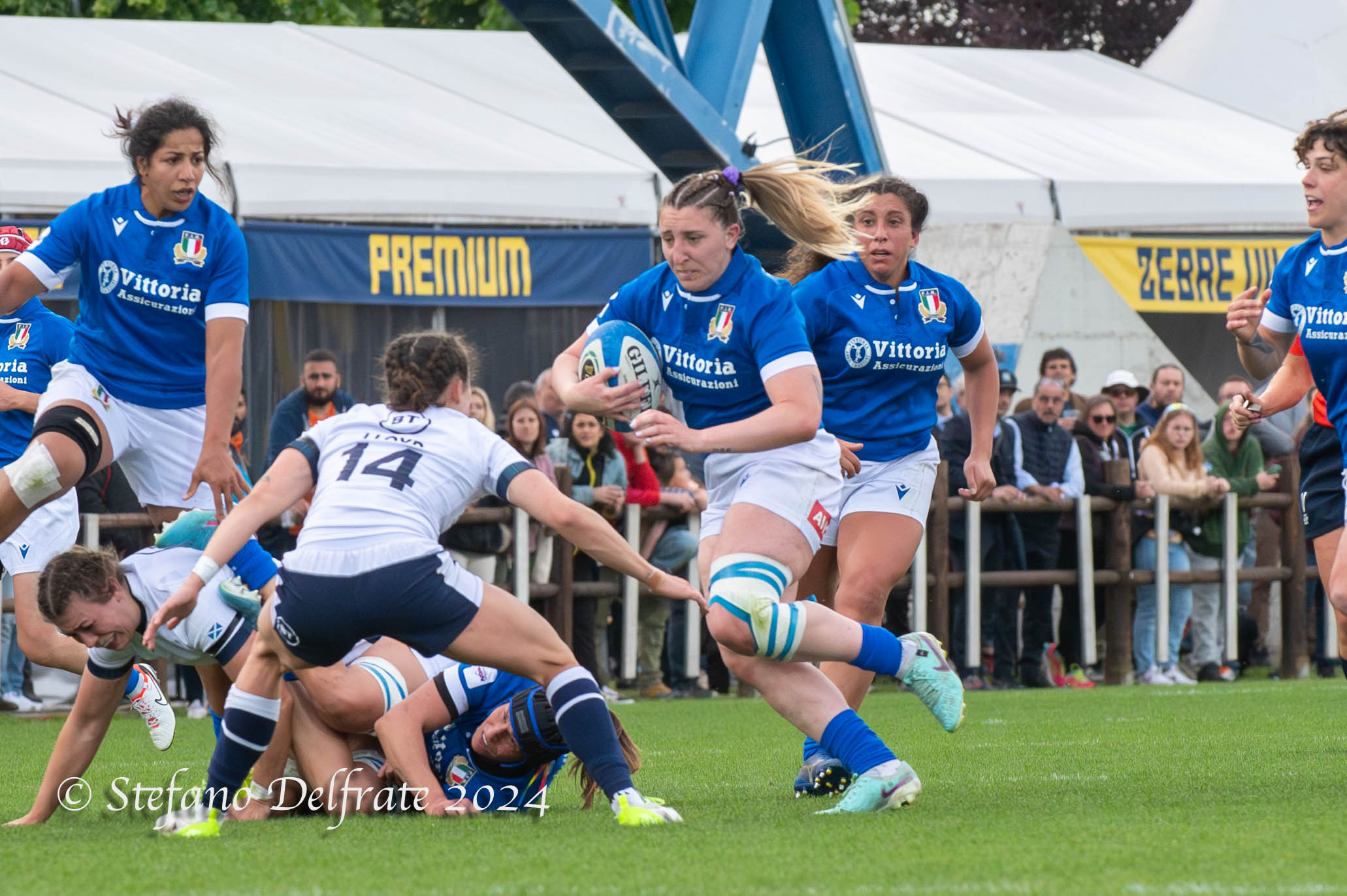
Francesca Sgorbini cerca di farsi largo tra le avversarie nell'incontro tra e a Parma

L'Italia ripeté il penultimo posto dell'edizione precedente, anche se con tre punti in più: dopo la sconfitte contro Inghilterra - in cui perse per tutto il resto del torneo Michela Sillari per un infortunio causato da un placcaggio da espulsione di Sarah Beckett, giunse la vittoria con bonus a Dublino sull'Irlanda unica affermazione nel torneo.
A seguire, tre sconfitte, una delle quali la prima interna di sempre nel Sei Nazioni contro la Scozia a Parma e una a Cardiff contro il Galles per solo due punti nel finale: a fare la differenza tra le due squadre solo una trasformazione in più per le gallesi, avendo altrimenti le due squadre realizzato tre mete e un piazzato ciascuna.
L'Irlanda, terza, fu ammessa alla Coppa del Mondo 2025 e al WXV 1; Italia e Scozia al WXV 2 mentre il Galles andò allo spareggio con la Spagna per un posto nella seconda divisione del torneo.
A titolo statistico, il torneo vide Marlie Packer, capitana della squadra inglese, raggiungere la sua centesima presenza internazionale a Parma contro l'Italia; ancora l'Inghilterra vide il debutto in panchina del suo nuovo C.T., il neozelandese John Mitchell.
En plein per le inglesi anche nelle classifiche accessorie, con Ellie Kildunne ad aggiudicarsi sia la classifica delle mete marcate sia dei punti realizzati.
Il valore delle marcature, come stabilito da World Rugby nel 2017, è: 5 punti per ciascuna meta (7 se trasformata), 7 punti per la meta tecnica, 3 punti per la realizzazione di ciascun calcio piazzato, idem per il drop.

## Risultati

### 1ª giornata
| Arbitro: | Kat Roche |

|                                                              |      |                      |
| Bourdon 3’ M. Ménager 32’ Fall 48’ Sochat 62’ Riffonneau 75’ | mt   | 71’ Wafer 77’ Dalton |
| Queyroi 3’, 32’, 48’, 62’ Bourgeois 75’                      | tr   | 71’, 77’ O’Brien     |
| Queyroi 38’                                                  | c.p. | 14’ Fowley           |

| Arbitro: | Clara Munarini |

|                             |      |                    |
| Tuipulotu 59’ Callender 79’ | mt   | 7’ Grant 49’ Lloyd |
| Bevan 59’                   | tr   | 7’, 49’ Nelson     |
| Bevan 6’, 41’               | c.p. | 16’, 74’ Nelson    |

| Arbitro: | Aurélie Groizeleau |

|  |    |                                                                                               |
|  | mt | 31’ Botterman 36’ Ward 45’ Atkin-Davies 50’, 71’ Kildunne 54’ Rowland 61’ Carson 80+2’ Powell |
|  | tr | 50’, 54’, 61’ Harrison 80+2’ Aitchison                                                        |

### 2ª giornata
| Arbitro: | Sara Cox |

|            |      |                           |
| Martin 35’ | mt   | 53’ M. Ménager 80+1’ Gros |
|            | tr   | 80+1’ Queyroi             |
|            | c.p. | 14’ Queyroi               |

| Arbitro: | Kat Roche |

|                                                                                            |      |            |
| Muir 8’ Aldcroft 15’ Botterman 24’ Atkin-Davies 42’ Kildunne 43’, 62’ Dow 46’ Galligan 58’ | mt   | 54’ Bevan  |
| Aitchison 15’, 24’, 58’                                                                    | tr   | 54’ George |
|                                                                                            | c.p. | 7’ George  |

| Arbitro: | Hollie Davidson |

|                                   |      |                                          |
| tecnica 8’ Jones 63’ Corrigan 79’ | mt   | 25’, 57’ Vecchini 33’ Fedrighi 69’ Muzzo |
| O’Brien 63’, 79’                  | tr   | 33’, 57’ Rigoni                          |
|                                   | c.p. | 36’ Rigoni                               |

### 3ª giornata
| Arbitro: | Clara Munarini |

|  |    |                                                                            |
|  | mt | 7’ Cokayne 12’ Dow 34’, 64’ Kildunne 44’ Kabeya 52’, 59’ Breach 73’ Packer |
|  | tr | 34’, 44’ Aitchison 73’ Harrison                                            |

| Arbitro: | Sara Cox |

|                                                             |      |             |
| Wafer 14’ Higgins 20’ N. Jones 26’ Corrigan 42’ Parsons 60’ | mt   | 66’ Hopkins |
| O’Brien 14’, 20’, 26’, 42’                                  | tr   |             |
| O’Brien 49’                                                 | c.p. |             |

| Arbitro: | Joy Neville |

|                                                                      |      |                 |
| Konde 2’ Deshaye 23’ Escudero 31’ Llorens 38’ Khalfaoui 44’ Fall 63’ | mt   | 55’, 77’ D'Incà |
| Queyroi 4’, 24’, 32’, 45’                                            | tr   | 55’ Rigoni      |
|                                                                      | c.p. | 22’ Rigoni      |

### 4ª giornata
| Arbitro: | Aurélie Groizeleau |

| |      |             |
| Dow 7’, 38’, 64’ Hunt 10’ Jones 13’, 58’ Aldcroft 20’ Kildunne 29’, 68’, 75’ Breach 44’, 72’ Kabeya 48’ Fe'aunati 77’ | mt   | 56’ tecnica |
| Aitchison 10’, 13’, 20’, 29’, 48’, 58’, 64’, 68’, 72’                                                                 | tr   |             |
| | c.p. | 24’ O’Brien |

| Arbitro: | Maggie Cogger-Orr |

|            |      |                                |
| D’Incà 32’ | mt   | 35’ Skeldon 63’ Orr 69’ Rollie |
| Rigoni 32’ | tr   | 35’ Nelson                     |
| Rigoni 74’ | c.p. |                                |

| Arbitro: | Hollie Davidson |

|  |    |                                                                  |
|  | mt | 11’ Deshaye 17’, 79’ Grisez 31’ R. Ménager 45’ Vernier 58’ Feleu |
|  | tr | 11’, 17’, 45’, 58’ Queyroi 79’ Bourgeois                         |

### 5ª giornata
| Arbitro: | Aimee Barrett-Theron |

|                                     |      |                                               |
| Phillips 15’ Pyrs 44’ Tuipulotu 78’ | mt   | 18’ Ostuni Minuzzi 56’ Granzotto 70’ Stevanin |
| Bevan 44’ George 78’                | tr   | 18’ Rigoni                                    |
| Bevan 52’                           | c.p. | 39’ Rigoni                                    |

| Arbitro: | Natarsha Ganley |

|                          |      |                       |
| Corrigan 41’ Moloney 59’ | mt   | 8’ Martin 50’ Thomson |
| O'Brien 59’              | tr   | 50’ Nelson            |
| O'Brien 74’              | c.p. |                       |

| Arbitro: | Maggie Cogger-Orr |

|                                 |    |                                                               |
| Vernier 18’ M. Ménager 28’, 70’ | mt | 5’ Muir 12’, 73’ Matthews 25’ Jones 33’ M. Packer 40’ Cokayne |
| Queyroi 18’, 28’, 70’           | tr | 5’, 12’, 25’, 33’, 40’, 73’ Aitchison                         |

## Classifica
| Pos | Squadra     | G | V | N | P | PF  | PS  | DP   | BMP | Pt |
| --- | ----------- | - | - | - | - | --- | --- | ---- | --- | -- |
| 1   | Inghilterra | 5 | 5 | 0 | 0 | 270 | 41  | +229 | 8   | 28 |
| 2   | Francia     | 5 | 4 | 0 | 1 | 152 | 79  | +73  | 3   | 19 |
| 3   | Irlanda     | 5 | 2 | 0 | 3 | 99  | 170 | −71  | 2   | 10 |
| 4   | Scozia      | 5 | 2 | 0 | 3 | 54  | 104 | −50  | 1   | 9  |
| 5   | Italia      | 5 | 1 | 0 | 4 | 72  | 146 | −74  | 3   | 7  |
| 6   | Galles      | 5 | 1 | 0 | 4 | 55  | 162 | −107 | 1   | 5  |